# Kenneth E. Hagin
Kenneth Erwin Hagin né le 20 août 1917 à McKinney (États-Unis) et mort le 19 septembre 2003 à Tulsa, était un pasteur chrétien évangélique néo-charismatique, fondateur de la Rhema Bible Church et du RHEMA Bible Training College à Tulsa, défenseur de la théologie de la prospérité, un prédicateur et un télévangéliste américain.

## Biographie
Hagin est né le 20 août 1917 à McKinney (États-Unis).  À l’âge de 15 ans, en raison d’une malformation cardiaque à la naissance et d’une maladie du sang, il devient paralysé.  En 1933, après une expérience de mort imminente, il vit alors une nouvelle naissance et devient chrétien évangélique.  Il se met alors à étudier la bible et commence à croire en une guérison divine.  En 1934, il guérit de sa paralysie et se remet à marcher.

### Ministère
En 1936, il a fondé une église baptiste à Roland, au Texas.  En 1937, il devient ministre des Assemblées de Dieu à Tom Bean et servira dans d’autres villes du Texas pendant 12 ans. En 1949, il a commencé un ministère itinérant d’évangéliste.  En 1963, il fonde l’association Kenneth E. Hagin Evangelistic Garland, au Texas, avant de déménager le bureau à Broken Arrow (Oklahoma). Il a animé l’émission RHEMA Praise à Trinity Broadcasting Network. En 1974, il a fondé l'église Rhema Bible Church et le RHEMA Bible Training College à Tulsa, qui aura des campus dans 14 pays. En 1976, l'église et Bible Training College ont déménagé à Broken Arrow (Oklahoma). Il a développé le courant de la Parole de foi ("power evangelism") et ainsi le mouvement néo-charismatique, dont les éléments d'onction et de confession positive doivent amener des "signes et prodiges" ("signs and wonders"). Selon lui, la guérison divine et la  prospérité en sont les principales manifestations.

## Vie privée
En 1938, il épouse Oretha Rooker avec qui il aura deux enfants, Kenneth Wayne et Patricia. 